# Michael Lane (Wrestler)
Michael Lane (auch Mike Lane; * 6. Januar 1933 in Washington, D.C.; † 1. Juni 2015 in Palmdale, Kalifornien) war ein US-amerikanischer Wrestler und Schauspieler.
Lane, mit 2,03 m ungewöhnlich groß, begann seine Karriere als Zirkusboxer und -ringer mit dem King Bros & Cristiani Combined Circus. Nach einem Jahr begann er 1952 eine professionelle Wrestling-Karriere unter den Ringnamen Tarzan Mike und Dick Holbrook, die er bis 1959 verfolgte. Oftmals arbeitete er dabei mit The Original Sheik. Für Schmutziger Lorbeer erhielt er seine erste Filmrolle (neben Humphrey Bogart) und spielte bis 1994 in rund 20 Filmen und 30 Fernsehauftritten meist schweigsame starke Männer – wie 1961 den Herkules.

## Filmografie (Auswahl)
- 1956: Schmutziger Lorbeer (The Harder They Fall)
- 1957: Die schwarze Bande (Hell Canyon Outlaws)
- 1958: Die Hexenküche des Dr. Rambow ´(Frankenstein – 1970)
- 1960: Wer war die Dame? (Who Was That Lady?)
- 1962: Herkules, der Sohn der Götter (Ulisse contro Ercole)
- 1967: Der Weg nach Westen (The Way West)
- 1968: Harte Fäuste, heiße Lieder (Stay Away, Joe)
- 1972: Polizeirevier Los Angeles-Ost (The New Centurions)
- 1976: Zebra Force
- 1988: Grotesk (Grotesque)
- 1994: Demon Keeper